# 江川達也
江川 達也（えがわ たつや、1961年3月8日 - ）は、日本の漫画家、テレビタレント。
愛知県名古屋市千種区出身。愛知教育大学教育学部卒業。男性。旧姓：野々村。

## 略歴
小学生の時からノートに漫画を描き始め、中学時代で投稿作品を描き上げるが、その後は漫画からは離れる。1978年12月、江川家の養子に入る。名古屋市立北高等学校を経て愛知教育大学教育学部数学科に入学、人形劇サークル・漫画研究会・アニメ研究会などに在籍し、漫画以外の創作活動も行う。大学卒業後は1983年4月から8月までの約5ヶ月間、公立学校教諭（地方公務員）となり名古屋市立東陵中学校の数学科講師をしたのち退職、本宮ひろ志のアシスタントを4ヶ月間務める。
アシスタントの傍ら描いた習作『Don't Give Up』が『コミックモーニング』編集部の目に止まり、1984年、「BE FREE!」（『モーニング』）でデビュー。その後『まじかる☆タルるートくん』を始めとする少年誌向けのギャグ漫画や、『東京大学物語』『GOLDEN BOY』などの青年誌向けのストーリー漫画まで幅広い分野で執筆し、作品がアニメ化されるなど、立て続けにヒット作を生み出す。
21世紀に入ってからは、ネームバリューが高い作品（『源氏物語』、『日露戦争物語』、『家畜人ヤプー』など）を漫画化。また、携帯サイトや新雑誌などのニッチな場での漫画作品の発表を行う。
漫画以外にもテレビ出演（ホリプロとタレント契約）、ヌード画集執筆など幅広く活動。2005年から2020年まで続いた『ビーバップ!ハイヒール』にレギュラー出演。
2015年には『まじかる⭐︎タルるートくんneo』として、2次創作を描いてくれる作家を募集。
2021年11月には江川の還暦を祝し、『まじかる☆タルるートくん』をメインにした展示イベント「まじかる☆タルるートくん展」を開催。

## 漫画作品の傾向
教師を経験していたことから、作品内に学校や教育をテーマとして取り入れることが多く、現在の学校教育や学歴社会・受験戦争を批判している。その一方で受験参考書（中経出版「センター試験の点数が面白いほどとれる本」シリーズ）の表紙を手掛けている。
大学時代の専攻は数学であり、作品内に数学が登場することもある。また、洗脳や妄想など心理学にも興味を持っており、これらの言葉が作品内に登場し、作品のテーマとなることも多い。
1980年代後半から1990年代前半の『週刊少年ジャンプ』誌上において、人気作家の一人だった江川は、その時「売れる漫画の理論」を作り出し、その後も多くのヒット作を生み出した（読者アンケートの人気結果を分析し、「どういう展開をすれば人気が出る（人気が下がる）」かを研究していたという）。その傍らで、『源氏物語』等の日本古典文学、日本近代国家の形成史に傾倒。これらを主題とする作品『源氏物語』、『日露戦争物語』、『BOCCHAN 坊っちゃん』を執筆した。
『家庭教師神宮山美佳』の連載と前後して作画をデジタル化。背景は手描きでなく、作画ソフトで加工した画像データを使用している。

## 人物
東京都の高級住宅地にある建設費6億円強の豪邸に住んでおり、自宅には5775万円のメルセデス・ベンツ・SLRマクラーレンを所有する。書籍やテレビ等で、この車を購入したことに触れていることが多い。本人曰く「車の事はよくわからないのでベンツを買った」。だが、おぎやはぎの愛車遍歴 NO CAR, NO LIFE!に出演するほどの車好きであり、番組内で車とは「親父の思い出」であると発言している。
私生活では既婚者であり、妻との間に一男一女をもうけている。
かつて、アシスタントの態度に「責任感が無い」と怒り、現在はアシスタントを一切使わずに1人で漫画を描いている。また、「（うまいアシスタントを除いて）アシスタントを置かない方が仕事を速く処理できる」、若しくは「アシスタントを置かない方が好きな時に仕事ができるのでよい」という趣旨の説明をしていたこともある（『パソコンテレビ GyaO』内『PRO FILE #6 江川達也 【仕事】』参照、2006年3月20日まで配信）。ただし、アシスタントは現在でも募集している。
『ドラえもん』の原作者である藤子・F・不二雄が亡くなった後、雑誌やラジオにおいて『ドラえもん』を「人の欲望を際限なく肥大化させる」という趣旨の主張を繰り返し行った。藤子・F・不二雄個人についても、「子供を食い物にするハラ黒い大人だ」と批判している。その『ドラえもん』の悪所（と江川がみなす）部分を徹底分析し、アンチテーゼとして構築したのが『まじかる☆タルるートくん』であると江川は主張したが、結局は模倣に終わったと後に語る。後に『ドラえもん』の掲載誌である『月刊コロコロコミック』にて、『ドラえもん』と同じようなコンセプトを持つ『魔動天使うんポコ』を連載した。近年は、宮崎駿やコンピュータゲーム批判をよく行っているが、その反面、江川はいくつかのゲームソフトでキャラクターデザインを担当している。（後述）
著作『現実はマイナーの中に』で、水木しげるを最も尊敬する漫画家に挙げる一方で、手塚治虫に対しては藤子・F・不二雄のケース同様に、激しい批判を行っている。その他の影響を受けた漫画家に石ノ森章太郎、永井豪、松本零士、川崎のぼる、池上遼一、しげの秀一、大友克洋、本宮ひろ志、白土三平、松苗あけみ、一条ゆかりを挙げている。好きなアニメーション監督に、ユーリ・ノルシュテインをあげており、来日した際にサインを貰っている。
恋愛論を語ることが夢で、「恋愛論を語るなら『an・an』誌上で」→「ならばドラマ化されるほどの恋愛漫画の巨匠に」→「ドラマ化がよくされている漫画雑誌は『ビッグコミックスピリッツ』」と、その夢を逆算していって生まれたのが『東京大学物語』であると、江川はTV番組「アイデアの鍵貸します」で語った。その後、着実にそれらは実現し、最終的には『an・an』に取材を受けて、恋愛論を語ることも実現した。そのテレビドラマ版『東京大学物語』の脚本チェックに参加したことがきっかけで、後に『コーリュー』で脚本家デビュー、「江口達大」名義で、AV監督（アダルトビデオ『全編モザイク無し！全編声優吹き替え！全編主観映像！ 全編淫語満載！！女教師と女生徒がペニバンで犯し合い、 男優は一切出てこない学園ドラマ。～ボクの初体験～』<ソフト・オン・デマンド>など）をそれぞれ経験したことがある。
『日露戦争物語』で、軍用の古地図を調べたことから、古地図マニアとなり、テレビ番組『タモリ倶楽部』の古地図企画でのレギュラーを務めたほか、巨大構造物（高速道路のジャンクションなど）の回によく出演していた。2012年4月2日放送「ビートたけしのTVタックル」3時間SPで卒業した三宅久之に、江川達也が色紙に描いた三宅久之の似顔絵が額縁入りで番組最後にビートたけしから贈られた。

## 作品リスト

### 漫画
- BE FREE!（モーニング、モーニングKC全12巻、KCPX（ワイド版）全10巻、講談社漫画文庫全10巻）
- まじかる☆タルるートくん（週刊少年ジャンプ、ジャンプコミックス全21巻、JCS（ワイド版）全16巻、集英社文庫全14巻）
  - アニメにも早稲田先生役で出演している
- まじかる☆たるるくん（Vジャンプ、読み切り4コマ作品）
- GOLDEN BOY（スーパージャンプ、全10巻）
- 東京大学物語（ビッグコミックスピリッツ、全34巻）
- タケちゃんとパパ（全3巻）
- HAPPY BOY（月刊少年ガンガン、全3巻）
- 魔動天使うんポコ（月刊コロコロコミック、全4巻）
- ネオデビルマン（複数の作家によるトリビュートコミックで江川達也の作品を1話収録）（モーニング新マグナム増刊号No.1（1998年1月10日号）に永井豪と江川の対談と共に掲載されたトリビュート漫画。モーニングKCデラックス1巻、講談社漫画文庫1巻に収録）
- DEADMAN（MANGAオールマン、全6巻）
- ラストマン（週刊ヤングマガジン、全12巻）
- THE LASTMAN PREMIUM
- 文化祭ウラ実行委員会（コミックGOTTA、全2巻）
- 日露戦争物語（ビッグコミックスピリッツ、ビッグコミックス全22巻、PHP文庫～12巻続刊中）
- 源氏物語（MANGAオールマン→ウルトラジャンプ、全7巻）
- ONE ZERO NINE（週刊ヤングジャンプ、全4巻）
- けっこう仮面R（週刊ヤングマガジン、KCデラックス「けっこう仮面ショッキングエッチコレクション」に収録）
- 家畜人ヤプー（コミックバーズ、全9巻）
- 八月の鯉・コーリュー（短編集全1巻）
- 江川式勉強法（月刊サイゾー、未単行本化）
- プレイバックpart2（ジェッツコミックス全1巻）
- 仮面ライダー THE FIRST（特撮エース、未単行本化）
- 平成歌謡漫画大全集2 HERO（ヤングマガジン創刊23周年企画　ヤングマガジン2003年6月）
- BOCCHAN 坊っちゃん（コミック・ガンボ（連載誌休刊により連載終了）、全2巻）
- 家庭教師神宮山美佳（週刊現代、全3巻）
- 戦国里見八犬伝 Episode Zero（ケータイ★まんが王国、全1巻）「戦国八犬伝」として連載された作品。
- 真幸くあらば（iPhone限定配信）映画のスピンオフコミック
- 織田信長物語～桶狭間合戦の真実（コミック乱ツインズ 戦国武将列伝、全1巻）
- GOLDEN BOY II 〜さすらいのお勉強野郎 芸能界大暴れ編〜（ビジネスジャンプ、全2巻）※「GOLDEN BOY」の続編
- マンガ 最終戦争論 石原莞爾と宮沢賢治（歴史街道増刊 月刊コミック大河（10号を以て休刊により連載終了）、全1巻）　「戦争と平和〜石原莞爾と宮沢賢治〜」として連載された作品。
- 脳内散歩地図（月刊地図中心、2010年1月号～2023年12月号）第1回は一挙30ページ掲載、第2回以降は4ページ程掲載。
  - 三田用水発掘散歩地図
  - 桶狭間の合戦再現散歩地図
  - 徳川幕府利根川大改造地図
  - 長篠の合戦
  - 代々木の変遷
  - 渋谷駅周辺の変遷
  - 首都圏の治水を考える
  - 明智光秀地図
  - 信長公記地図
- あああああい先生（E★エブリスタプレミアム、2010年、未単行本化）
- 高知能治安維持軍 H.I.P.P.S（パチンコ・パチスロホール情報誌 でちゃう! 、2011年11月号～2012年10月号）
- 忘却の涯て 16歳の自分への手紙（クラブサンデー→サンデーうぇぶり、2016年3月 - 11月、未単行本化）

### 書籍
- ラストマン 野獣派宣言（2000年12月、講談社）
- マンガジンマガジン Vol.2 江川達也（2001年3月、キネマ旬報社）
- 江川達也の「平成の浮世絵」（2001年6月、メディアファクトリー）
- EROPOP-EGAWA TATSUYA'S WORKS 1984-2002（2002年2月、角川書店）
- “全身漫画”家（2002年4月、光文社）
- 現実はマイナーの中に（2004年6月、ウェイツ）
- 教育「真」論―That’s Japan Special 連続シンポジウムの記録（2004年6月、ウェイツ）共著
- 江川達也のニッポンを鍛えろ!-オレ的国家改造計画（2004年10月、ぶんか社）
- 江川達也の超・常識的生き方（2004年12月、海竜社）
- 名古屋パワーの法則（2005年3月、徳間書店）
- 江川達也の時事漫画 にあいこ≒るリアル 1 この国のバカたち（2005年4月、扶桑社）
- 「東京大学」にダマされるな!（2005年6月、PHP研究所）
- サブカル「真」論―That’s Japan Special 連続シンポジウムの記録（2005年9月、ウェイツ）共著
- 学校嫌い 江川達也×山田玲司 狂った教育から解放されるために（2007年7月、一迅社）
- スピリチュアル・セックス（2008年5月、幻冬舎）
- 首都高をゆく（2009年6月、イカロス出版）インタビュー収録
- 高速道路の謎（清水草一著）（2009年8月、扶桑社新書）インタビュー収録
- 睡眠はコントロールできる（2010年6月、メディアファクトリー、メディアファクトリー新書、遠藤拓郎との共著）
- VOICE 2011年3月号（PHP研究所）堀江貴文と対談
- 江川達也が描く秋山兄弟と『坂の上の雲』（2011年11月、別冊宝島）

### コラム
- 江川達也の「明治イズムのすゝめ」（THE 21、2005年1月号～12月号）全12回
- 本音のコラム（2006年～2007年、東京新聞 毎週月曜日）

### デザイン
ゲームキャラクター
- ホーリーアンブレラ ドンデラの無謀!!（1995年9月29日、スーパーファミコン、ナグザット製作アクションゲーム）
- G.O.D〜目覚めよと呼ぶ声が聴こえ〜（1996年12月20日、スーパーファミコン、イマジニア制作ロールプレイングゲーム）
  - 製作総指揮・脚本：鴻上尚史、音楽監修：デーモン小暮。
- Aniventure Diary（2003年11月18日βテスト開始、2004年6月開発中止、タイトー制作オンラインRPG）

アバター
- Jenka.com（2005年8月25日～2007年3月31日、アバターコミュニティサイト）

3DCGデジタルアナウンサー
- デジタル新人女性アナウンサー 杏梨ルネ（フジテレビ、2012年10月1日入社～2013年6月退社）退社後はボーカロイドに転職。
  - にっぽんのミンイ（2012年10月15日～2013年3月21日、フジテレビ）月～木曜深夜
  - ボーカロイド歌謡祭2013（春）～初音ミクから生まれた新たな音楽の世界～ （2013年6月6日、フジテレビ）

壁画
- 東山動植物園（アフリカゾウ舎巨大壁画作画担当）

### 映像作品
- 実写映画版『BE FREE!』（1986年）…原作
- アニメ『王立宇宙軍 オネアミスの翼』（1987年）…原画参加（強姦未遂シーンを担当）
- アニメ版『まじかる☆タルるートくん』（1990年9月2日～1992年5月10日、朝日放送制作・テレビ朝日系）
- 映画版『まじかる☆タルるートくん』（1991年3月9日公開）…原作
- 映画版『まじかる☆タルるートくん 燃えろ!友情の魔法大戦』（1991年7月20日公開）…原作
- 映画版『まじかる☆タルるートくん すき・すき♡タコ焼きっ!』（1992年3月7日公開）…原作
- ドラマ『東京大学物語』（1994年10月10日～1994年12月19日、テレビ朝日系）…原作
- アニメ（OVA）『GOLDEN BOY さすらいのお勉強野郎』（1995年～1996年）…原作
- ドラマ『コーリュー』（2002年12月15日、メ〜テレ制作・テレビ朝日系）…原作、脚本
- アニメ（オリジナルDVD）『東京大学物語』（2004年）…原作
- 吉澤レイカ『憧れの家庭教師』（2003年、ソフト・オン・デマンド）…総合演出
- 黒沢愛『憧れのオフィスレディ』（2003年、ソフト・オン・デマンド）…総合演出
- 月野しずく『憧れの戦闘員』（2004年、ソフト・オン・デマンド）…総合演出

### 監督作品
実写映画
- 実写映画版『東京大学物語』（2006年、ソフト・オン・デマンド）…監督・原作
- 『KING GAME』（2010年、ファントム・フィルム）…監督・原案

## 出演

### テレビ
準レギュラー、不定期出演を含む。

#### 過去の出演番組
- たかじんのそこまで言って委員会（読売テレビ）
- たかじん胸いっぱい（関西テレビ）
- たかじんONE MAN（毎日放送）
- ここがヘンだよ日本人（1999年 - 2001年、TBS） - 主に教育問題、性問題に関する討論にて出演。
- ガチンコ!（2000年7月、TBS） - 番組コーナー「ガチンコ一日一善隊」にて、江川に憧れる漫画家志望者[注釈 1]にアドバイスを送る役で出演。
- TVチャンピオン「少年マンガ王選手権」（2000年10月5日、テレビ東京） - 仕事場を訪れた挑戦者に出題した。
- プレゼンタイガー（2001年、フジテレビ）
- WINNERS（2002年 2003年、テレビ東京）
- 爆笑問題&日本国民のセンセイ教えて下さい!（2003年9月23日 - 2005年10月4日、テレビ朝日）
- 爆笑問題のススメ（2003年、日本テレビ）
- 平成教育委員会（2004年、フジテレビ） - 「2004年学問の秋スペシャル」で江川達也が最優秀生徒。
- 出没!アド街ック天国「本郷」（2005年1月22日、テレビ東京） - 「東京大学物語」に関連したゲスト出演。
- こたえてちょーだい!（2005年、2006年、フジテレビ） ※再現ドラマに俳優として出演
- ビーバップ!ハイヒール（2005年4月 - 2020年3月、朝日放送テレビ）
- FNNスーパーニュースアンカー（2006年4月4日 - 2007年9月25日・12月24日、関西テレビ） - 隔週火曜日コメンテーター
- とんねるずのみなさんのおかげでした（2006年8月、フジテレビ）
- 今田ハウジング（2006年9月、日本テレビ）
- 太田光の私が総理大臣になったら…秘書田中。（2006年10月、日本テレビ）
- アイデアの鍵貸します（2006年11月24日、フジテレビ）
- スーパーモーニング（2007年4月-9月、テレビ朝日） - 月曜日コメンテーター
- 徳光和夫の感動再会"逢いたい"（2007年4月 - 2009年3月、TBS）
- NHKハイビジョン特集「日本のいちばん長い夏」（2010年7月31日、NHK-BShi） - 再現ドラマに俳優として、会田雄次役で出演
- A×A ダブルエー（2010年8月、テレビ東京）[9]
- 幸せの黄色い仔犬（2011年、中京テレビ） - 未来へのおくりもの〜東山動植物園 巨大壁画プロジェクト〜の作画担当として出演
- 7スタBratch! （2011年4月7日- 、テレビ東京） - 木曜日コメンテーター
- 俳句王国（2011年12月5日、NHK Eテレ）
- 爆報! THE フライデー（2011年12月23日、TBS） - オリエンタルラジオが江川邸訪問
- デーモン閣下が斬る！BS世界のドキュメンタリー大解剖（2012年1月9日、NHK BS1）
- あいたい「マンガが町を埋めつくす！～江川達也“マンガ王国とっとり”の旅～」（2012年3月9日、NHK総合 広島放送局）
- 金とく「真相回転！どえりゃあモータース」（2012年7月13日、NHK総合 名古屋放送局）
- SHIBUYA DEEP A（2012年7月27日、NHK総合）
- BS歴史館　戦国武将・決断のとき(2) 桶狭間の戦い「信長・27歳の一大挑戦」（2012年9月20日、NHK BSプレミアム）
- イカさまタコさま お引越し記念2時間SP（2012年9月26日、TBS）
- 芸能人雑学王3時間SP 「～新バトル！雑学王3人 VS 博識芸能人30人 国算理社 白熱の大ハンディキャップマッチ!～」（2012年9月27日、テレビ朝日）
- 中居正広の怪しい噂の集まる図書館（2013年2月19日、テレビ朝日）
- バリバラ（2013年4月19日・4月26日・6月28日・7月5日、NHK Eテレ）
- 中居正広のミになる図書館（2013年5月28日、テレビ朝日）
- アグレッシブですけど、何か?（2014年4月16日、広島ホームテレビ） - 「漫画界の真実」
- ピエール瀧のしょんないTV（2014年11月13日、静岡朝日テレビ） - 新東名を鑑賞
- チャージ730!→モーニングチャージ!（2015年4月 - 2016年、テレビ東京）
- ビートたけしのTVタックル（テレビ朝日）
- タモリ倶楽部（テレビ朝日）
- 虎ノ門ニュース 8時入り!（DHCシアター）

### テレビドラマ
- 13歳のハローワーク 第4話（2012年2月3日、テレビ朝日） - 江川達也役として出演。

### 映画
- 『スパイ・ゾルゲ』（2003年、東宝）…通行人（大陸浪人）役　※カメオ出演
- 『日本のいちばん長い夏』（2010年、アマゾンラテルナ）…会田雄次役
- 『すべては「裸になる」から始まって』（2012年、BANANAFISH）…TOHJIRO監督役

### ラジオ
過去の出演番組
- 伊集院光 日曜日の秘密基地 VIPルーム（2004年8月22日、TBSラジオ）
- デーモン小暮 ニッポン全国 ラジベガス（2005年5月11日、ニッポン放送）
- 全国おとな電話相談室（2008年3月9日、TBSラジオ）
- ラジオ版 学問ノススメ（2009年10月25日、JFN）
- SHARE SMILE（2009年12月14日～18日、J-WAVE）
- 小島慶子 キラ☆キラ（2010年3月12日、TBSラジオ）
- 上地雄輔のラジ音!（2011年11月4日、NHK-FM）

## 師匠
- 本宮ひろ志

## 元アシスタント
- 坂本眞一[10]
- 藤島康介[11]
- 藤沢とおる[11]
- 山田玲司[12]
- 田畑由秋[13]
- いとう耐[14]
- 市川智茂[15]
- 砂倉そーいち[16]
- 宮本明彦
- 松浦聡彦
- 中井邦彦
- まんきつ[17]
- 上月まんまる
- 森永 茉裕
- 池上 花英